# Kirche Groß Heydekrug
Die Kirche in Groß Heydekrug (1939–1946 Großheidekrug, heute russisch Wsmorje) war 1931 einer der letzten evangelischen Kirchenbauten in Ostpreußen vor dem Zweiten Weltkrieg. Es handelte sich um einen verputzten Ziegelbau ohne Turm mit einem Dachreiter zur Glockenaufhängung. Das Gotteshaus wurde 1948 abgerissen.

## Geographische Lage
Groß Heydekrug war vor 1945 mit 2412 Einwohnern das größte Dorf am Frischen Haff und gehörte zum Kreis Fischhausen (1939 bis 1945 Landkreis Samland) im Regierungsbezirk Königsberg der preußischen Provinz Ostpreußen. Heute ist Wsmorje eine Siedlung mit 2364 Einwohnern und gehört zum Swetlowski gorodskoi okrug (Stadtkreis Swetly) in der russischen Oblast Kaliningrad (Gebiet Königsberg (Preußen)). Der Ort liegt auf halbem Wege zwischen Kaliningrad (Königsberg) und Primorsk (Fischhausen) an der russischen Fernstraße A 193, der einstigen deutschen Reichsstraße 131. Die nächste Bahnstation ist Ljublino-Nowoje an der Bahnstrecke Kaliningrad–Baltijsk (Königsberg–Pillau), der einstigen Ostpreußischen Südbahn.
Der Standort der Groß Heydekruger Kirche war im östlichen Ortsrand südlich der Hauptstraße (heute: Sowjetskaja uliza) in Richtung der alten Kaporner Straße (Spasskaja uliza) und liegt wohl – nicht mehr erkennbar – im Gelände der heutigen Bratskaja mogila (Massengrabstelle).

## Kirchengebäude
Bei der Groß Heydekruger Kirche handelte es sich um einen kompakten verputzten Ziegelbau, dessen Innenraum durch die Verbindung mit dem Gemeindehaus vergrößert werden konnte. Die Kirche hatte keinen Turm. Ein kleiner Dachreiter diente als Vorrichtung zur Aufhängung einer Glocke, die zur Kirchweihe von der Mutterkirche Medenau (heute russisch: Logwino) gestiftet worden war.
Der Kircheninnenraum war von einem tief heruntergezogenen Gewölbe überdeckt. Über dem schlichten Altar erhob sich ein einfaches Kreuz. Die Kanzel befand sich links vom Altar am Bogen des Altarraums.
Die Kirche wurde am 15. November 1931 eingeweiht. In den letzten Monaten des Zweiten Weltkrieges wurde das Gotteshaus stark beschädigt. Die Ruine wurde 1948 abgerissen und als Steinbruch benutzt.

## Kirchengemeinde
Groß Heydekrug war ursprünglich kein Kirchdorf und gehörte – wohl schon vor der Reformation – zur Kirche Medenau. Diese war in den Kirchenkreis Fischhausen (heute russisch: Primorsk) eingegliedert, der Teil der Kirchenprovinz Ostpreußen der evangelischen Kirche der Altpreußischen Union war.
Als 1744 in Groß Heydekrug ein Schulhaus errichtet wurde, fanden seither die Gottesdienste hier statt. Die stark anwachsende Einwohnerzahl des sich zu einer Sommerfrische für die Stadtbewohner aus Königsberg (Preußen) entwickelnden Dorfes am Haffstrom ließ ab 1896 den Einsatz spezieller Hilfsprediger notwendig werden. Ab 1909 wurde Groß Heydekrug ein eigener Seelsorgebezirk, zu dem bei der Volkszählung 1925 immerhin bereits 2000 Gemeindeglieder gehörten. 1929 wurde in Groß Heydekrug eine selbständige Kirchengemeinde errichtet, die aber ihre Verbindungen zur Mutterkirche nicht aufgab. Die Krönung der Entwicklung der Kirchengemeinde war die Kirchweihe im Jahre 1931.
Flucht und Vertreibung der einheimischen Bevölkerung von Groß Heydekrug und die antikirchliche Ideologie in der Sowjetzeit ließ das kirchliche Leben in Wsmorje zum Erliegen kommen. 
Erst in den 1990er Jahren entstanden in der Oblast Kaliningrad neue evangelisch-lutherische Gemeinden, deren nächstgelegene die in Swetly (Zimmerbude) ist. Sie ist eine Filialgemeinde der Auferstehungskirche in Kaliningrad (Königsberg) in der Propstei Kaliningrad der Evangelisch-lutherischen Kirche Europäisches Russland.

### Kirchspielorte
Mit Errichtung einer eigenen Kirchengemeinde in Groß Heydekrug wurden neun – vorher bereits zum gesonderten Seelsorgebezirk gehörende – Orte von der Mutterkirche in Medenau abgetrennt und zum eigenen Kirchspiel Groß Heydekrug vereinigt. Neben dem Kirchort waren es:
| Deutscher Name  | Russischer Name   |  | Deutscher Name | Russischer Name |
| --------------- | ----------------- |  | -------------- | --------------- |
| Kaporn          | Spasskoje         |  | Nautzwinkel    | Schukowskoje    |
| Klein Heydekrug |                   |  | Pokeiten       |                 |
| Margen          | Schukowskoje      |  | Vierbrüderkrug | Kosmodemjanski  |
| Marschenen      | Wolotschajewskoje |  | Widitten       | Ischewskoje     |

### Pfarrer
In Groß Heydekrug waren zwischen 1896 und 1945 als Pfarrer (bis 1929 Hilfsprediger) tätig:
| - Samuel Johann Joachim, 1896–1899 - Albert Jackson, 1898–1899 - Wilhelm K.T. Grigull, 1899 - Friedrich Heinrich Karl Gronau, 1899–1905 - Bruno P. Albert Rathke, ab 1905 - Hans Dühring, 1908 - Georg Wagner, ab 1909 - Alfred Paetzel, 1910–1911 - Wilhelm Grodde, 1912–1914 | - Robert Gabriel, ab 1914 - Herbert Wensky, 1920–1922 - Max August Schliepack, 1922–1923 - Ernst Glaubitter, ab 1923 - Roland Georg Julius Buhre, 1923–1926 - Karl Woronowicz, 1924–1927 - Karl Lange, 1927–1929 und 1929–1937 - Gerhard Friedrich, 1939–1945 |

### Kirchenbücher
Von den Kirchenbüchern für das Kirchspiel Groß Heydekrug haben den Krieg überdauert und werden jetzt im Evangelischen Zentralarchiv in Berlin-Kreuzberg verwahrt:
- Taufen (1896 bis 1944)
- Konfirmationen (1898 bis 1944)
- Trauungen (1896 bis 1944)
- Begräbnisse (1896 bis 1944).

Außer zu den Unterlagen der Konfirmationen gibt es jeweils alphabetische Namensverzeichnisse.